# 高雄州
高雄州（日语：／〔〕 Takao shū），是台灣日治時期設置的行政區劃之一，1920年至1926年期間轄域為今高雄市、屏東縣、澎湖縣，1926年所屬之澎湖郡脫離高雄州，獨立設置澎湖廳（今澎湖縣）。

## 行政區劃
| 高雄州行政區劃（1920～1945年）                                                   |
| a b 岡山郡 鳳 山 郡 旗山郡 屏東郡 潮州郡 東 港 郡 恆春郡 - a：高雄市 - b：屏東市 |

### 市、郡
高雄州於昭和20年（1945年）終戰時管轄二市、七郡。
| 編號       | 名稱     | 假名（歷史假名遣） | 轄屬區域      | 治所   | 備註                                                 |
| ---------- | -------- | ------------------ | ------------- | ------ | ---------------------------------------------------- |
| 1          | 高雄市   | たかをし           | 14町33大字1區 | 榮町   | 1924年高雄街升格為高雄市，自1939年起轄域包含新南群島 |
| 2          | 屏東市   | へいとうし         | 21町6大字     | 本町   | 1933年屏東街升格為屏東市                             |
| 3          | 岡山郡   | をかやまぐん       | 1街6          | 岡山街 |                                                      |
| 4          | 鳳山郡   | ほうざんぐん       | 1街6          | 鳳山街 |                                                      |
| 5          | 旗山郡   | きざんぐん         | 2街4庄1蕃地     | 旗山街 |                                                      |
| 6          | 屏東郡   | へいとうぐん       | 5庄1蕃地        | 屏東市 |                                                      |
| 7          | 潮州郡   | てうしうぐん       | 1街6庄1蕃地     | 潮州街 |                                                      |
| 8          | 東港郡   | とうかうぐん       | 1街5          | 東港街 |                                                      |
| 9          | 恆春郡   | こうしゆんぐん     | 1街2庄1蕃地     | 恆春街 |                                                      |
| 裁撤或改制 | 高 雄 郡 | たかをぐん         | 1街 4         | 高雄街 | 1924年廢郡                                           |
| 裁撤或改制 | 澎 湖 郡 | ほうこぐん         | 1街 4         | 馬公街 | 1926年脫離高雄州，獨立設置澎湖廳                     |

### 街、
| 郡       | 名稱   | 備註                                                     |
| -------- | ------ | -------------------------------------------------------- |
| 岡 山 郡 | 岡山街 | 今岡山區、橋頭區                                         |
| 岡 山 郡 | 燕巢   | 1924年由高雄郡劃入。今燕巢區                             |
| 岡 山 郡 | 田寮   | 1932年由旗山郡劃入。今田寮區                             |
| 岡 山 郡 | 阿蓮   | 今阿蓮區                                                 |
| 岡 山 郡 | 路竹   | 今路竹區                                                 |
| 岡 山 郡 | 湖內   | 今湖內區、茄萣區                                         |
| 岡 山 郡 | 彌陀   | 今彌陀區、永安區、梓官區                                 |
| 岡 山 郡 | 楠梓   | 1924年由高雄郡劃入，1944年廢庄，併入高雄市、岡山街、燕巢。 |
| 岡 山 郡 | 左營   | 1924年由高雄郡劃入，1940年廢，併入高雄市。               |
| 鳳 山 郡 | 鳳山街 | 今鳳山區一部分                                           |
| 鳳 山 郡 | 小港   | 今小港區                                                 |
| 鳳 山 郡 | 林園   | 今林園區                                                 |
| 鳳 山 郡 | 大寮   | 今大寮區、鳳山區東側埤頂一帶                             |
| 鳳 山 郡 | 大樹   | 今大樹區                                                 |
| 鳳 山 郡 | 仁武   | 1924年廢高雄郡，劃入鳳山郡。今仁武區、大社區             |
| 鳳 山 郡 | 鳥松   | 今鳥松區                                                 |
| 旗 山 郡 | 旗山街 | 今旗山區                                                 |
| 旗 山 郡 | 美濃街 | 今美濃區                                                 |
| 旗 山 郡 | 六龜   | 1932年由屏東郡劃入。今六龜區、桃源區建山                 |
| 旗 山 郡 | 杉林   | 今杉林區                                                 |
| 旗 山 郡 | 甲仙   | 今甲仙區                                                 |
| 旗 山 郡 | 內門   | 今內門區                                                 |
| 旗 山 郡 | 蕃地   | 今那瑪夏區，桃源區（不含建山）、茂林區                   |
| 旗 山 郡 | 田寮   | 1932年由此劃入岡山郡                                     |
| 屏 東 郡 | 長興   | 今長治鄉一部分、麟洛鄉                                   |
| 屏 東 郡 | 鹽埔   | 今鹽埔鄉、九如鄉玉泉村、高樹鄉廣福村、廣興村             |
| 屏 東 郡 | 高樹   | 今高樹鄉（不含廣福村、廣興村）                           |
| 屏 東 郡 | 里港   | 今里港鄉                                                 |
| 屏 東 郡 | 九塊   | 今九如鄉（不含玉泉村）                                   |
| 屏 東 郡 | 蕃地   | 今三地門鄉、霧臺鄉                                       |
| 屏 東 郡 | 屏東街 | 1933年升格州轄市                                         |
| 屏 東 郡 | 六龜   | 1932年由此劃入旗山郡                                     |
| 潮 州 郡 | 潮州街 | 今潮州鎮                                                 |
| 潮 州 郡 | 萬巒   | 今萬巒鄉                                                 |
| 潮 州 郡 | 內埔   | 今內埔鄉、長治鄉東北側                                   |
| 潮 州 郡 | 竹田   | 今竹田鄉                                                 |
| 潮 州 郡 | 新埤   | 今新埤鄉                                                 |
| 潮 州 郡 | 枋寮   | 今枋寮鄉                                                 |
| 潮 州 郡 | 枋山   | 今枋山鄉                                                 |
| 潮 州 郡 | 蕃地   | 今瑪家鄉，泰武鄉、來義鄉、春日鄉、獅子鄉                 |
| 東 港 郡 | 東港街 | 今東港鎮                                                 |
| 東 港 郡 | 新園   | 今新園鄉、崁頂鄉                                         |
| 東 港 郡 | 萬丹   | 今萬丹鄉                                                 |
| 東 港 郡 | 林邊   | 今南州鄉、林邊鄉                                         |
| 東 港 郡 | 佳冬   | 今佳冬鄉                                                 |
| 東 港 郡 | 琉球   | 今琉球鄉                                                 |
| 恆 春 郡 | 恆春街 | 今恆春鎮                                                 |
| 恆 春 郡 | 車城   | 今車城鄉                                                 |
| 恆 春 郡 | 滿州   | 今滿州鄉                                                 |
| 恆 春 郡 | 蕃地   | 今牡丹鄉                                                 |
| 高 雄 郡 | 高雄街 | 1924年升格州轄市                                         |
| 高 雄 郡 | 左營   | 1924年由此劃入岡山郡                                     |
| 高 雄 郡 | 楠梓   | 1924年由此劃入岡山郡                                     |
| 高 雄 郡 | 燕巢   | 1924年由此劃入岡山郡                                     |
| 高 雄 郡 | 仁武   | 1924年由此劃入鳳山郡                                     |
| 澎 湖 郡 | 馬公街 | 1926年由此劃入澎湖廳馬公支廳                             |
| 澎 湖 郡 | 湖西   | 1926年由此劃入澎湖廳馬公支廳                             |
| 澎 湖 郡 | 白沙   | 1926年由此劃入澎湖廳馬公支廳                             |
| 澎 湖 郡 | 西嶼   | 1926年由此劃入澎湖廳馬公支廳                             |
| 澎 湖 郡 | 望安   | 1926年由此劃入澎湖廳望安支廳                             |

### 新南群島
二次大戰期間日本佔領南沙群島並更名為「新南群島」，1939年（昭和十四年）3月劃歸高雄州高雄市管轄。戰後廣泛流傳的謬誤，多稱此應為歷史上第一次將東沙群島、西沙群島和南沙群島納入行政體系。但是，根據昭和14年（1939年）3月30日之台灣總督府令第31號和台灣總督府告示第122號，新南群島定義之範圍為北緯7度以北、北緯12度以南、東經111度30分以東、東經117度以西之區域。換言之，新南群島僅限於今南沙群島之一部，而高雄州在地理上的南位置即位於西南群島的西鳥島，不包括東沙、西沙群島，東沙、西沙群島屬於日本軍事佔領，不在高雄市行政管轄之下。

## 人口
昭和16年（1941）當時的統計
- 總人口　930,383人
  - 詳細包含
    - 日本人　59,633人
    - 臺灣人　863,313人
    - 朝鮮人　598人
    - 其他　6,839人

### 族群分佈
1926年的普查統計中，238,600人籍貫為福建、28,300人為廣東。（以移民時清朝及明朝的區域劃分福建省及廣東省。）
| 省份 / 居民（千人） | 福建 238.6   | 福建 238.6   | 福建 238.6   | 福建 238.6                            | 福建 238.6   | 福建 238.6                      | 福建 238.6   | 福建 238.6         | 福建 238.6         | 廣東 28.3                             | 廣東 28.3          | 廣東 28.3                       | 其他 8.5 |
| ------------------- | ------------ | ------------ | ------------ | ------------------------------------- | ------------ | ------------------------------- | ------------ | ------------------ | ------------------ | ------------------------------------- | ------------------ | ------------------------------- | -------- |
| 州府 / 居民（千人） | 泉州 147.2   | 泉州 147.2   | 泉州 147.2   | 漳州 81.8                             | 汀州 3.0     | 龍巖 1.3                        | 福州 1.3     | 興化 0.9           | 永春 3.1           | 潮州 5.5                              | 嘉應 21.3          | 惠州 1.5                        | 其他 8.5 |
| 地區 / 居民（千人） | 安溪 38.5    | 同安 48.3    | 三邑 60.4    | 漳州 81.8                             | 汀州 3.0     | 龍巖 1.3                        | 福州 1.3     | 興化 0.9           | 永春 3.1           | 潮州 5.5                              | 嘉應 21.3          | 惠州 1.5                        | 其他 8.5 |
| 語言 【方言】       | 閩南【泉州】 | 閩南【泉州】 | 閩南【泉州】 | 客家【南靖、平和、詔安】 閩南【漳州】 | 客家【汀州】 | 客家【汀州】 閩南【龍巖、漳平】 | 閩東【福州】 | 興化【莆田、仙遊】 | 閩南【泉州、大田】 | 客家【豐順、饒平、大埔】 閩南【潮州】 | 客家【四縣、長樂】 | 客家【海陸】 閩南【潮州、漳州】 | 多種語言 |

| 省份／居民（千人） | 福建 3.8 | 福建 3.8 | 福建 3.8 | 福建 3.8 | 福建 3.8 | 福建 3.8 | 福建 3.8 | 福建 3.8 | 福建 3.8 | 廣東 22.2 | 廣東 22.2 | 廣東 22.2 | 其他 1.8 |
| ------------------ | -------- | -------- | -------- | -------- | -------- | -------- | -------- | -------- | -------- | --------- | --------- | --------- | -------- |
| 州府／居民（千人） | 泉州 2.1 | 泉州 2.1 | 泉州 2.1 | 漳州 1.2 | 汀州 0.4 | 龍巖 0.0 | 福州 0.0 | 興化 0.1 | 永春 0.0 | 潮州 1.3  | 嘉應 18.8 | 惠州 2.2  | 其他 1.8 |
| 地區／居民（千人） | 安溪     | 同安     | 三邑     | 漳州 1.2 | 汀州 0.4 | 龍巖 0.0 | 福州 0.0 | 興化 0.1 | 永春 0.0 | 潮州 1.3  | 嘉應 18.8 | 惠州 2.2  | 其他 1.8 |
| 美 濃              | -        | -        | -        | 0.2      | -        | -        | -        | -        | -        | 0.6       | 17.1      | -         | 0.1      |
| 杉 林              | 0.1      | 0.1      | -        | 0.1      | -        | -        | -        | -        | -        | 0.9       | 1.7       | -         | 2.6      |
| 六 龜              | 0.8      | 0.4      | 0.6      | 0.8      | 0.4      | -        | -        | -        | -        | 0.7       | 0.6       | 0.4       | -        |
| 甲 仙              | -        | -        | 0.1      | 0.1      | -        | -        | -        | 0.1      | -        | -         | 0.1       | 0.1       | 1.4      |

## 機關
- 高雄州廳（知事官房、總務部、產業部、警察部、港務部）
  - 郡役所（7處，下轄42處街庄役場、各警察派出所與駐在所）
  - 高雄市役所（高雄市立歷史博物館）
  - 屏東市役所
  - 屏東稅務出張所（屏東縣政府財稅局）
  - 高雄州立林業試驗場
  - 高雄州立農事試驗場
  - 高雄州立水產試驗場（打狗英國領事館及官邸）
  - 高雄州立種畜場
  - 高雄州商工獎勵館

- 高雄稅關（財政部關務署高雄關）
- 交通局高雄海事出張所（高雄港港史館）
- 交通局高雄測候所
- 交通局高雄燈台
- 交通局高雄郵便局
- 專賣局高雄支局
- 專賣局屏東支局
- 殖產局高雄米穀事務所
- 殖產局植物檢查所高雄支所

## 醫療
- 台灣總督府高雄病院（今高雄市立民生醫院）
- 台灣總督府屏東病院（今衛生福利部屏東醫院）
- 高雄婦人病院
- 屏東市愛生醫院

## 法院（裁判所）
昭和20年（1945年）當時設有
- 高雄地方法院
- 高雄法院檢查局

## 警察
昭和20年（1945年）當時設有
- 高雄州警務部
  - 高雄西警察署
  - 高雄東警察署
  - 高雄水上警察署（今內政部警政署高雄港務警察局）
  - 屏東警察署
  - 岡山郡警察課
  - 鳳山郡警察課
  - 旗山郡警察課
    - 六龜分室

  - 屏東郡警察課
    - 里港分室

  - 潮州郡警察課
  - 東港郡警察課
  - 恆春郡警察課

## 教育
- 1922年設立高雄州立高雄中學校，1944年改名為高雄州立高雄第一中學校（今高雄市立高雄高級中學）
- 1924年設立高雄州立高等女學校，1943年改名為高雄州立高雄第一高等女學校（今高雄市立高雄女子高級中學）
- 1924年設立高雄州立屏東農業補習學校，1928年改制高雄州立屏東農業學校（今國立屏東科技大學）
- 1932年設立高雄州立屏東高等女學校（今國立屏東女子高級中學）
- 1935年設立高雄州林園庄立林園農業專修學校（今高雄市立林園高級中學）
- 1935年設立高雄州立商工專修學校(位於今獅甲國中小處)，1946年3月併入高雄州立高雄工業學校
- 1936年設立高雄州立高雄女子技藝學校（今高雄市立新興高級中學）
- 1937年設立高雄州立高雄商業學校（今高雄市立高雄高級商業職業學校）
- 1937年設立公立佳冬農業專修學校(今國立佳冬高級農業職業學校)
- 1938年設立高雄州立屏東中學校（今國立屏東高級中學）
- 1940年設立台灣總督府屏東師範學校，1943年更名為台灣總督府台南師範學校預科（今國立屏東大學）
- 1939年林園庄立林園農業專修學校擴充學區，由大寮、林園及三庄設立，且合併始設。
  - 1944年4月，鳳山分部獨立設鳳山園藝專修學校，後改稱為鳳山女子農業學校，今國立鳳山高級中學。
- 1942年設立高雄州立高雄工業學校（今高雄市立高雄高級工業職業學校）
- 1943年設立高雄州立高雄第二高等女學校（位於鼓山區，戰後併入高雄女子高級中學）
- 1944年設立高雄州立高雄第二中學校（位於左營，戰後併入高雄高級中學）

## 交通

### 總督府鐵道
昭和19年（1944年）當時路線包括
- 縱貫線（今西部幹線之主要部分）
- 屏東線
- 東港線

### 指定道路
昭和14年（1939年）當時包含以下「指定道路」
- 縱貫道路
- 旗山甲仙道
- 旗山六龜道
- 旗山美濃道
- 旗山關廟道
- 九曲堂嶺口道
- 岡山彌陀道
- 左營彌陀道
- 內埔高樹道
- 屏東旗山道
- 里港六龜道
- 里港嶺口道
- 楠梓旗山道
- 楠梓鳳山道
- 高雄鳳山道
- 鳳山大林蒲道
- 大林蒲東港道
- 東港屏東道
- 恆春台東道
- 車城州界道
- 楓港台東道
- 恆春大坂埒道
- 大坂埒墾丁道

## 港灣
昭和13年（1938年）當時
- 高雄港

## 油田
- 海軍甲仙油田

## 神社
- 高雄神社
- 阿緱神社
- 岡山神社
- 潮州神社
- 東港神社
- 鳳山神社
- 里港神社
- 佳冬神社
- 旗山神社
- 恆春神社
- 鵝鑾鼻神社

## 国立公園
- 新高阿里山國立公園（新高阿里山国立公園，範圍約為今玉山國家公園和阿里山國家風景區。）

## 統計
| 郡市名 | 面積 （km²） | 人口 （人） | 人口 （人） | 人口 （人） | 人口 （人） | 人口 （人） | 人口 （人） | 人口密度 （人/km²） |
| 郡市名 | 面積 （km²） | 本國籍      | 本國籍      | 本國籍      | 外國籍      | 外國籍      | 計          | 人口密度 （人/km²） |
| 郡市名 | 面積 （km²） | 臺灣        | 內地        | 朝鮮        | 中華民國    | 其他外國    | 計          | 人口密度 （人/km²） |
| ------ | ------------ | ----------- | ----------- | ----------- | ----------- | ----------- | ----------- | ------------------- |
| 高雄市 | 99.4860      | 154,884     | 40,573      | 379         | 2,061       | 0           | 197,897     | 1,989               |
| 屏東市 | 65.0670      | 52,424      | 8,562       | 68          | 1,131       | 0           | 62,185      | 956                 |
| 岡山郡 | 414.1818     | 154,951     | 4,079       | 25          | 415         | 1           | 159,471     | 385                 |
| 鳳山郡 | 324.1674     | 118,160     | 3,735       | 25          | 828         | 0           | 122,748     | 379                 |
| 旗山郡 | 2,108.4317   | 91,589      | 1,873       | 17          | 546         | 0           | 94,025      | 45                  |
| 屏東郡 | 796.7796     | 72,817      | 1,644       | 0           | 241         | 0           | 74,702      | 94                  |
| 潮州郡 | 1,174.2136   | 111,460     | 1,839       | 30          | 869         | 0           | 114,198     | 97                  |
| 東港郡 | 228.8875     | 107,355     | 2,265       | 26          | 654         | 0           | 110,300     | 482                 |
| 恆春郡 | 510.6526     | 33,049      | 876         | 15          | 469         | 0           | 34,409      | 67                  |
| 高雄州 | 5,721.8672   | 896,689     | 65,446      | 585         | 7,214       | 1           | 969,935     | 170                 |

## 相關項目
- 台灣日治時期行政區劃
- 高雄州知事